# 山下秀智
山下 秀智（やました ひでとも、1944年11月22日 - ）は、日本の宗教哲学者、静岡大学名誉教授。
熊本県生まれ。大阪教育大学文学科卒。1973年京都大学大学院文学研究科博士課程（宗教学）単位取得退学。2000年「宗教的実存の展開」で文学博士（京都大学）。静岡大学教養部助教授、1990年国際文化学部教授、2008年定年退任、名誉教授。キェルケゴールと親鸞の比較研究などをした。

## 著書
- 『絶対否定と絶対肯定 キェルケゴールと親鸞の問題』北樹出版 1978
- 『教行信証の世界』北樹出版 1983-1985
- 『宗教的実存の展開 キェルケゴールと親鸞』創言社 2000
- 『キェルケゴール『死に至る病』』晃洋書房 哲学書概説シリーズ 2011

編纂
- 『大谷長著作集』全5巻 大屋憲一,尾崎和彦,國井哲義,佐藤幸治,桝形公也,山本邦子共編 創言社 2003-2006

### 翻訳
- 『キェルケゴール著作全集 原典訳記念版 第12巻　死に至る病』創言社 1990
  - キェルケゴール『死に至る病』創言社 2007
- 『キェルケゴール著作全集 原典訳記念版 第13巻』キリスト教への修練（國井哲義共訳）一つの建徳的談話 創言社 2011

## 論文
- <山下秀智